# شیخ هابیل
شیخ هابیل، روستایی از توابع بخش سرفاریاب شهرستان چرام در استان کهگیلویه و بویراحمد ایران است.

## موقعیت
روستای شیخ هابیل در فاصله ۴۰ کیلومتری شمال شرق دهدشت واقع شده است. این روستا از شمال به کوه نیر (نور) منتهی می شود.

## مشاهیر
میرزا ماذون قشقایی بزرگ ترین شاعر ایل قشقایی، اصالتا از مردم سادات این روستا می باشد.

## امامزاده یحیی
در این روستا امامزاده ای از نسل موسی کاظم به نام یحیی وجود دارد که مقصد زیارتی برخی از مردم شهرستان می باشد.

## جمعیت
این روستا در دهستان پشته ذیلائی قرار دارد و براساس سرشماری مرکز آمار ایران در سال ۱۳۸۵، جمعیت آن ۲۱۹ نفر (۴۴خانوار) بوده‌است.